# Susanne Teschl
Susanne Teschl (* 20. August 1971 in Graz) ist eine österreichische Mathematikerin und Hochschullehrerin am Technikum Wien.

## Leben
Susanne Teschl wurde am 20. August 1971 in Graz als Susanne Timischl geboren. Sie studierte an der Universität Graz und an der University of Missouri Mathematik und Physik und schloss ihr Studium 1995 ab. Danach folgte die Promotion 1998 in Mathematik bei Franz Kappel mit dem Thema A Global Model for the Cardiovascular and Respiratory System. Sie unterrichtete zunächst an der Fachhochschule Campus 02, leitete danach die Bereiche Mathematik, Informatik und Geowissenschaften beim Fonds zur Förderung der wissenschaftlichen Forschung und wechselte 2001 ans Technikum Wien, wo sie seit 2004 Professorin ist.
Sie ist mit dem Mathematiker Gerald Teschl verheiratet und hat zwei Söhne.

## Forschung
Susanne Teschl arbeitet auf dem Gebiet der Biomathematik, insbesondere der Atemgasanalyse, und hat gemeinsam mit ihrem Mann das zweibändige Lehrbuch Mathematik für Informatiker geschrieben.
Teschl gehört dem Department Applied Mathematics & Physics an. Sie hat das Vorgängerinstitut Angewandte Mathematik und Naturwissenschaften von 2007 bis 2010 geleitet.

## Schriften (Auswahl)
- mit Gerald Teschl: Mathematik für Informatiker, 2 Bände, Springer Verlag, Bd. 1 (Diskrete Mathematik und Lineare Algebra), 3. Auflage 2008, ISBN 978-3-540-77431-0, Bd. 2 (Analysis und Statistik), 2. Auflage 2007, ISBN 978-3-540-72451-3.
- mit Julian King, Helin Koc, Karl Unterkofler, Pawel Mochalski, Alexander Kupferthaler, Gerald Teschl, Hartmann Hinterhuber, Anton Amann: Physiological modeling of isoprene dynamics in exhaled breath. In: J. Theoret. Biol.  267 (2010), S. 626–637, .
- mit Julian King, Karl Unterkofler, Gerald Teschl, Helin Koc, Hartmann Hinterhuber, Anton Amann: A mathematical model for breath gas analysis of volatile organic compounds with special emphasis on acetone. In: J. Math. Biol. 63 (2011), S. 63, 959–999, (doi:10.1007/s00285-010-0398-9).